# Burgrabice
Burgrabice (deutsch Borkendorf, 1945–1947: Borkowice) ist ein Ort in der Landgemeinde Głuchołazy (Ziegenhals) im Powiat Nyski der Woiwodschaft Opole (Oppeln) in Polen.

## Geographie
Das Straßendorf Burgrabice liegt etwa 13 Kilometer nordwestlich von Głuchołazy (Ziegenhals), 18 Kilometer südwestlich von Nysa (Neisse) und 72 Kilometer südwestlich von Opole (Opole). Zwei Kilometer südwestlich des Dorfes verläuft die Grenze zu Tschechien.
Nachbarorte von Burgrabice sind im Nordosten Biskupów (Bischofswalde), im Osten Gierałcice (Giersdorf), im Südwesten Sławniowice (Groß Kunzendorf) und im Nordwesten Kijów (Kaindorf).

## Geschichte

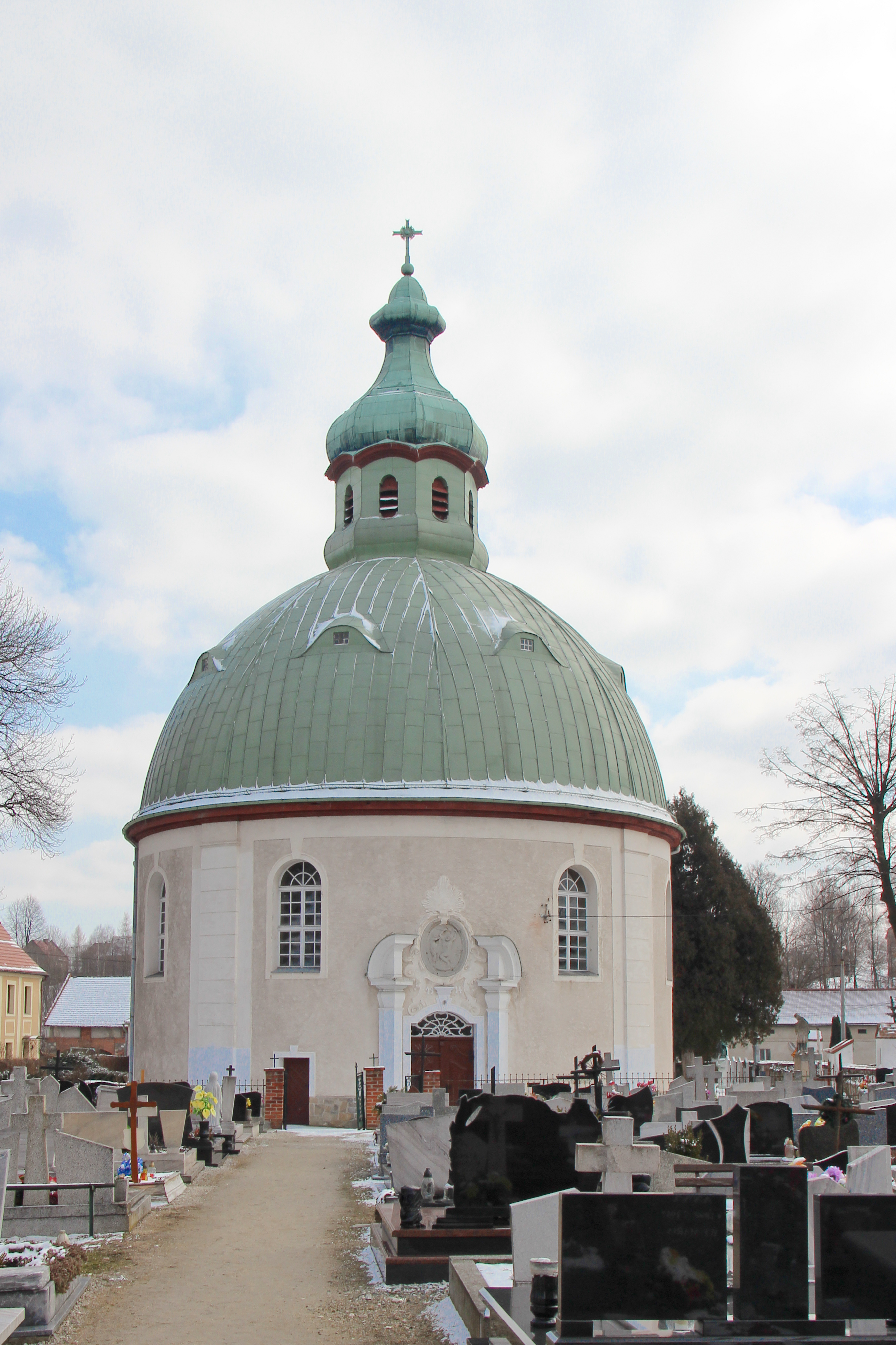
Pfarrkirche St. Bartholomäus

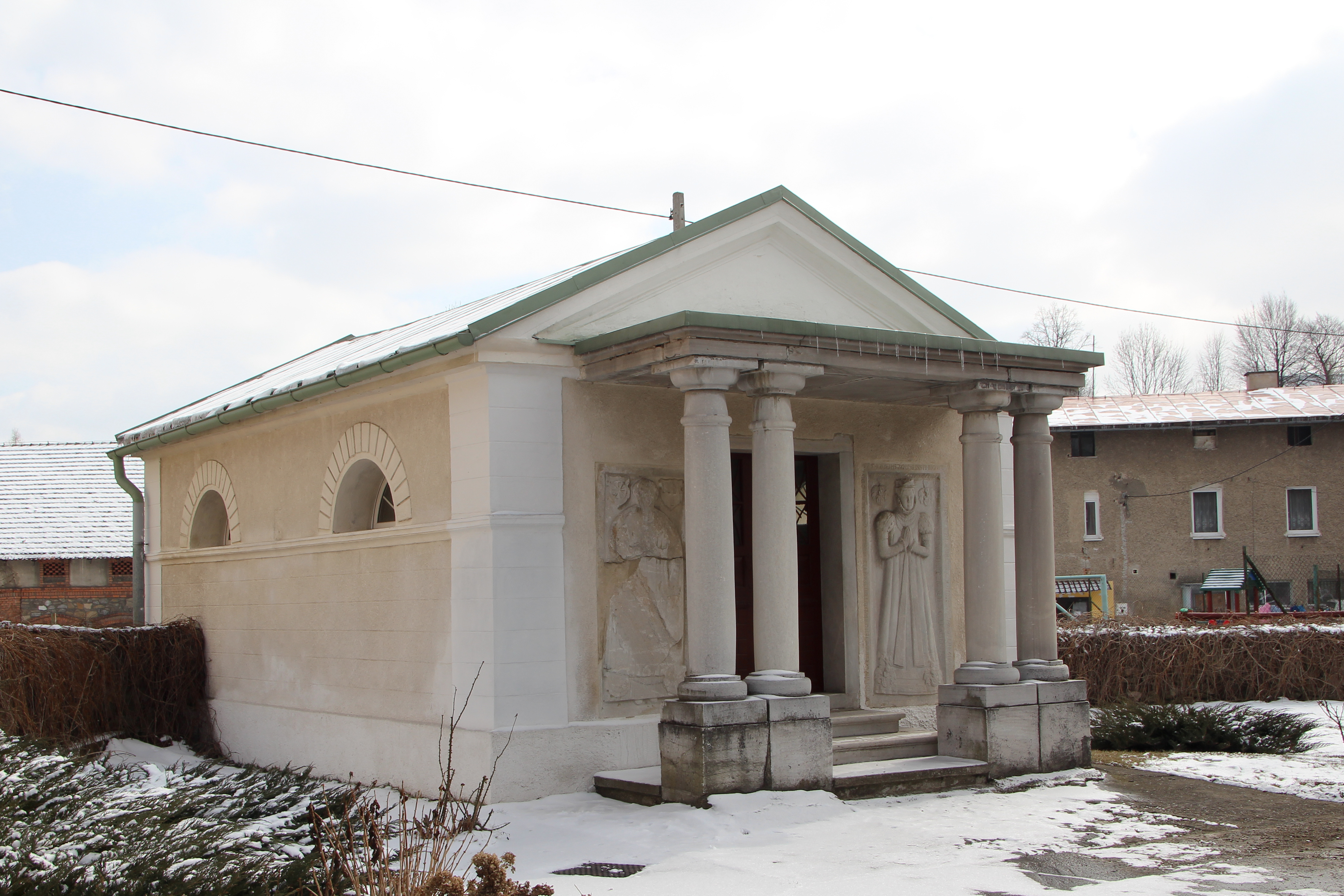
Mausoleum auf dem Friedhof

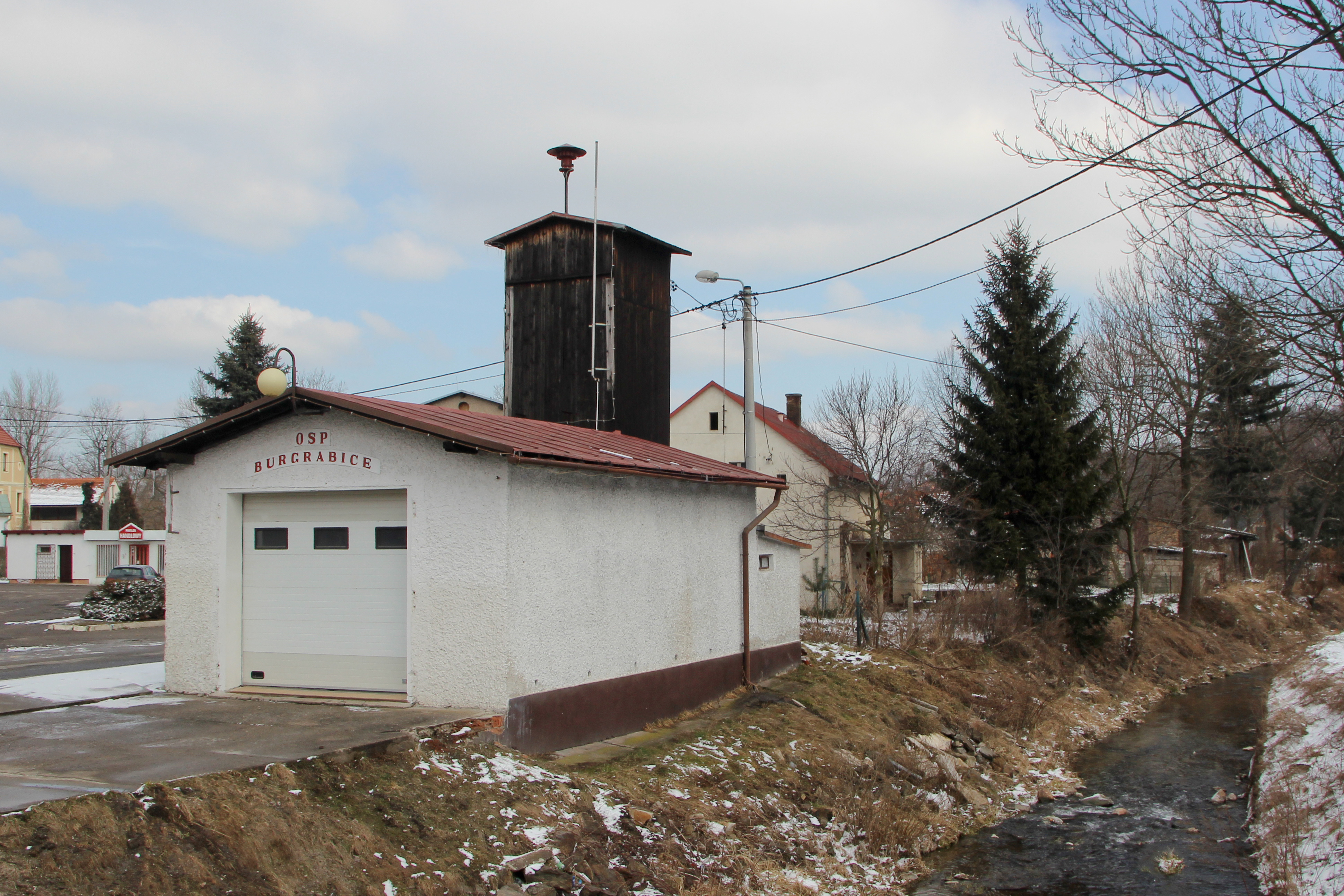
Feuerwehrhaus an der Mora

„Burgravici“ wurde im Jahre 1284 erstmals urkundlich erwähnt. Im Breslauer Zehntregister Liber fundationis episcopatus Vratislaviensis aus den Jahren 1295–1305 ist es in der Schreibweise „Burccerabsdorph“ und 1417 als Burgrosindorff belegt.
1728 wurde die zu Borkendorf gehörende Kolonie Neudorf gegründet. Nach dem Ersten Schlesischen Krieg 1742 fiel Borkendorf mit dem größten Teil Schlesiens an Preußen. 1783 wurde die selbstständige Pfarrei Borkendorf gegründet, die bis dahin eine Filialkirche der Pfarrei in Groß Kunzendorf gewesen war.
Nach der Neugliederung der Provinz Schlesien gehörte die Landgemeinde Borkendorf ab 1816 zum Landkreis Neisse, mit dem sie bis 1945 verbunden blieb. 1843 wurde im Ort ein neues Schulgebäude erbaut. 1845 bestanden im Dorf eine Scholtisei, eine katholische Pfarrkirche, eine katholische Schule, ein Kalksteinbruch, eine Ziegelei, ein Vorwerk, eine Mühle und 211 weitere Häuser. Im gleichen Jahr lebten in Borkendorf 1331 Einwohner, davon fünf evangelisch. 1855 waren es  1319 Einwohner. 1865 bestanden im Ort 57 Bauer-, 14 Gärtner- und 82 Häuslerstellen sowie eine Brauerei, eine Ziegelei und eine Dampfbrennerei. 1874 wurde der Amtsbezirk Borkendorf gegründet, dem die Landgemeinden Borkendorf und Groß Kunzendorf sowie der Gutsbezirk Borkendorf eingegliedert wurden. Erster Amtsvorsteher war der Rittergutsbesitzer Volkmer in Borkendorf. 1885 zählte Borkendorf 1452 Einwohner. 1894 erhielt das Dorf einen Anschluss an die Oberschlesische Eisenbahn an der Bahnstrecke Nowy Świetów–Sławniowice Nyskie, einer Nebenstrecke der Neisser Kreisbahn. 1933 wurden für Borkendorf 1300 Einwohner gezählt.
Als Folge des Zweiten Weltkriegs fiel Borkendorf 1945 mit dem größten Teil Schlesiens an Polen. Nachfolgend wurde es zunächst in Borkowiceund 1947 in Burgrabice umbenannt. Die einheimische deutsche Bevölkerung wurde, soweit sie nicht vorher geflohen war, weitgehend vertrieben. Die neu angesiedelten Bewohner waren teilweise Zwangsumgesiedelte aus Ostpolen, das an die Sowjetunion gefallen war.
1945–1950 gehörte Burgrabice Woiwodschaft Schlesien und danach zur Woiwodschaft Opole. Seit 1999 gehört es zum Powiat Nyski.

## Sehenswürdigkeiten
- Die römisch-katholische Kirche St. Bartholomäus (Kościół św. Bartłomieja) ist ein teils romanischer und neubarocker Kirchenbau. Die Grundmauern stammen aus der ersten Hälfte des 14. Jahrhunderts. Das Kirchenschiff aus dem 16. Jahrhundert wurde im 18. Jahrhundert erweitert. 1913–1914 wurde der Glockenturm abgebrochen und durch eine Rotunde mit Turmaufsatz im neubarocken Stil ersetzt. Die Weihe des Neubaus erfolgte 1924 in Anwesenheit des Breslauer Bischofs, Kardinal Adolf Bertram.
- Der die Kirche umgebende Friedhof wurde im 15. Jahrhundert angelegt. Hier haben sich zahlreiche Grabsteine aus deutscher Zeit erhalten, u. a. ein Mausoleum von 1830.[7]
- Pfarrhaus – erbaut im 18. Jahrhundert
- Wirtschaftsgebäude des vormaligen Vorwerks
- Ruine eines historischen Speichers
- Feuerwehrhaus, erbaut im Jahre 1900[7]
- Geburtshaus von Joseph Krautwald
- Denkmal für Joseph Krautwald

## Vereine
- Freiwillige Feuerwehr OSP Burgrabice
- Sportverein KKS Sudety Burgrabice

## Söhne und Töchter des Dorfes
- Friedrich Hauptmann (1860–1923), deutscher Chorleiter und Dirigent
- Joseph Krautwald (1914–2003), deutscher Bildhauer